# Guerre des Six Jours (1899)
Pour les articles homonymes, voir Guerre des Six Jours (homonymie).
La guerre des Six Jours de 1899 est un affrontement entre l'empire britannique et les principaux clans punti (en) des Nouveaux Territoires à Hong Kong du 14 au 19 avril 1899. Les Britanniques mettent fin rapidement et de manière décisive à la résistance armée, mais pour empêcher toute résistance future, ils acceptent de faire des concessions pour apaiser les habitants indigènes (en). Ainsi, bien qu'ils aient perdu face à l'armée britannique bien mieux équipée, ceux-ci ont atteint leur objectif initial de préserver leurs droits fonciers, l'usage des terres et leurs coutumes traditionnelles. Ce statut et ces droits spéciaux des peuples autochtones minoritaires de Hong Kong existent encore de nos jours. Les affrontements ont fait deux blessés du côté britannique et environ 500 morts du côté chinois.

## Contexte
Le 9 juin 1898, les Britanniques et le gouvernement Qing signent la seconde convention de Pékin, accordant à la couronne britannique un bail de 99 ans sur les Nouveaux Territoires et leur intégration à la colonie de Hong Kong.
Se sentant abandonné par le gouvernement Qing et craignant pour leurs droits fonciers traditionnels et l'usage des terres, les clans chinois punti mobilisent leurs milices qui avaient été formées et équipées pour se défendre contre les raids côtiers des pirates et tentent de résister à la prise de contrôle britannique du territoire.

## Affrontements
La guerre commence le 14 avril lorsque les insurgés brûlent la tête de mât que les Britanniques avaient préparé pour une cérémonie de lever du drapeau à Flagstaff Hill (en) à Tai Po (en).
125 soldats indiens du régiment royal de Hong Kong sont envoyés à Tai Po le 15 avril et sont rapidement assiégés par les villageois. Ils sont secourus par un bombardement du destroyer HMS Fame (en) de la classe D. Le 17 avril, les forces britanniques lancent une attaque contre les insurgés dans la  vallée de Lam Tsuen et les chassent dans les collines. Le 18 avril, environ 1600 insurgés attaquent les troupes britanniques à Sheung Tsuen (en) mais sont vite défaits. Une autre résistance prend fin lorsque l'artillerie britannique est utilisée contre les villages fortifiés punti, et les insurgés et les villageois se rendent le 19 avril. Le plus important des villages rebelles, Kat Hing Wai, tenu par le clan Tang (en), est symboliquement désarmé par le démontage de ses portes principales.

## Conséquences
Après la guerre, le gouverneur Henry Arthur Blake adopte une politique de coopération amicale avec les villageois et celle-ci reste la politique officielle du gouvernement colonial dans les Nouveaux Territoires pendant presque toute la domination britannique. Les Britanniques concèdent aux habitants indigènes de conserver leurs lois et coutumes traditionnelles en matière d'héritage foncier, d'usage des terres et de mariage, celles-ci différent des lois établies à Kowloon et Hong Kong proprement dite et dont l'héritage se poursuit encore aujourd'hui.